# Князів Острозьких, 5/2
Будинок № 5/2 (будинок працівників «Метробуду») — житловий будинок, розташований на розі вулиць 
Князів Острозьких і Левандовської, що в місцевості Хрести (Київ).
За визначенням дослідників, будівля — помітний композиційний акцент на вулиці.

## Історія ділянки

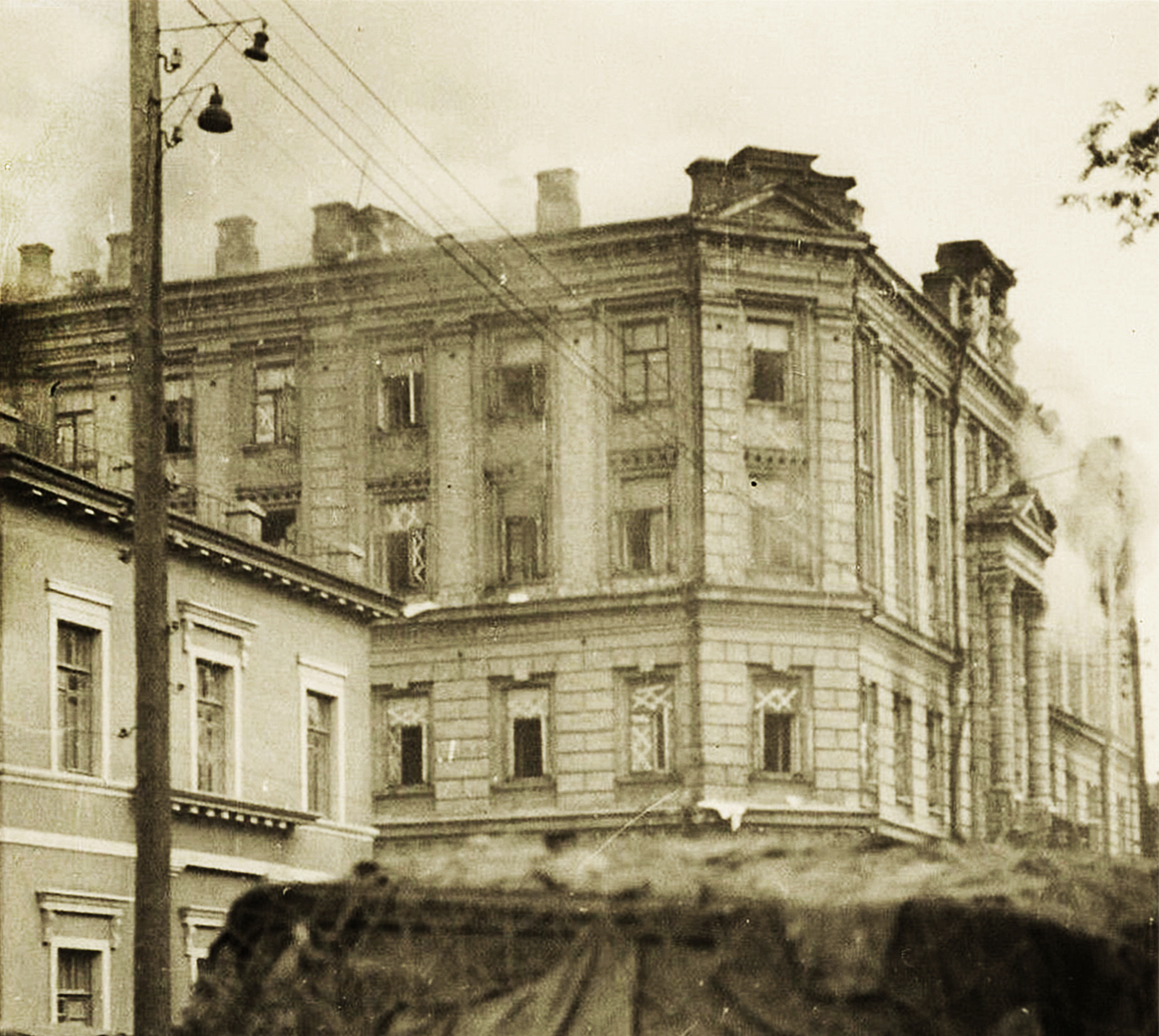
Прибутковий будинок, на місці якого постане будинок «Метробуду» (1941)

Близько 1906 року на ділянці звели прибутковий будинок. Під час Німецько-радянської війни він був зруйнований.
Після війни ділянку виділили під будівництво житла для працівників «Метробуду».
У 1950—1953 роках організація «Метропроєкт» (архітектори Ігор Масленков, Віктор Савченко, Вадим Скугарєв) підготувала проєкт будинку.
На першому поверсі передбачалось розмістити управління будівництва метрополітену «Київметробуд», створене у 1949 році. Однак згодом управління зайняло будівлю «Метробуду» на Прорізній вулиці, 8, спроєктовану також архітектором Ігорем Масленковим.
Станом на 2021 рік перший поверх займає відділ роботи зі зверненнями громадян Печерської районної державної адміністрації.

## Архітектура

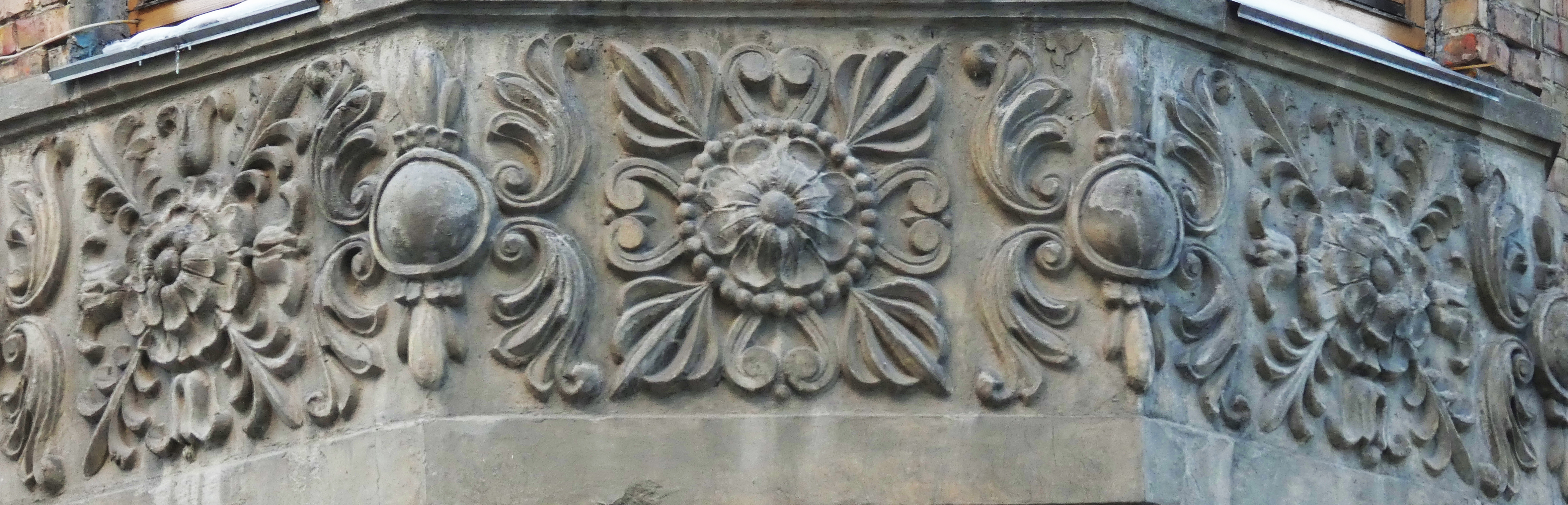
Декоративний елемент

Будівля п'ятиповерхова, цегляна, П-подібна у плані, зі шестиповерховою наріжною частиною. Має армокерамічні перекриття, які на час будівництва були технічною новацією. У будинку розміщені двокімнатні квартири. Лише у крилі з боку Левандовської вулиці є однокімнатна квартира.
Вирішений у стилі сталінського неокласицизму. Чолові фасади виконані у червоній цеглі з використанням бетонних декоративних елементів. Вікна наріжної частини на рівні четвертого — п'ятого поверхів фланковані пілястрами.
Площина шестиповерхової частини завершується трикутними фронтонами. А увінчує наріжжя характерна для архітектури 1950-х років вежа-бельведер з ажурними ґратами. 
У 1980-х роках цоколь облицювали червоним гранітом. У третьому крилі проїзд на подвір'я оформлений як арка. 
Дослідники звертають увагу на пластичне оздоблення будинку. Наріжжя на зламі Левандовської вулиці має еркер, який декорований рослинним орнаментом. Портали входів декоровані рустованими пілонами, а вікна над ними мають барокове обрамлення. Будівлю під карнизом оперізують іоніки. Залізобетонні перемички над вікнами прикрашені розетами й арабесками.

## Ілюстрації

Вежа
Еркер на зламі Левандовської вулиці
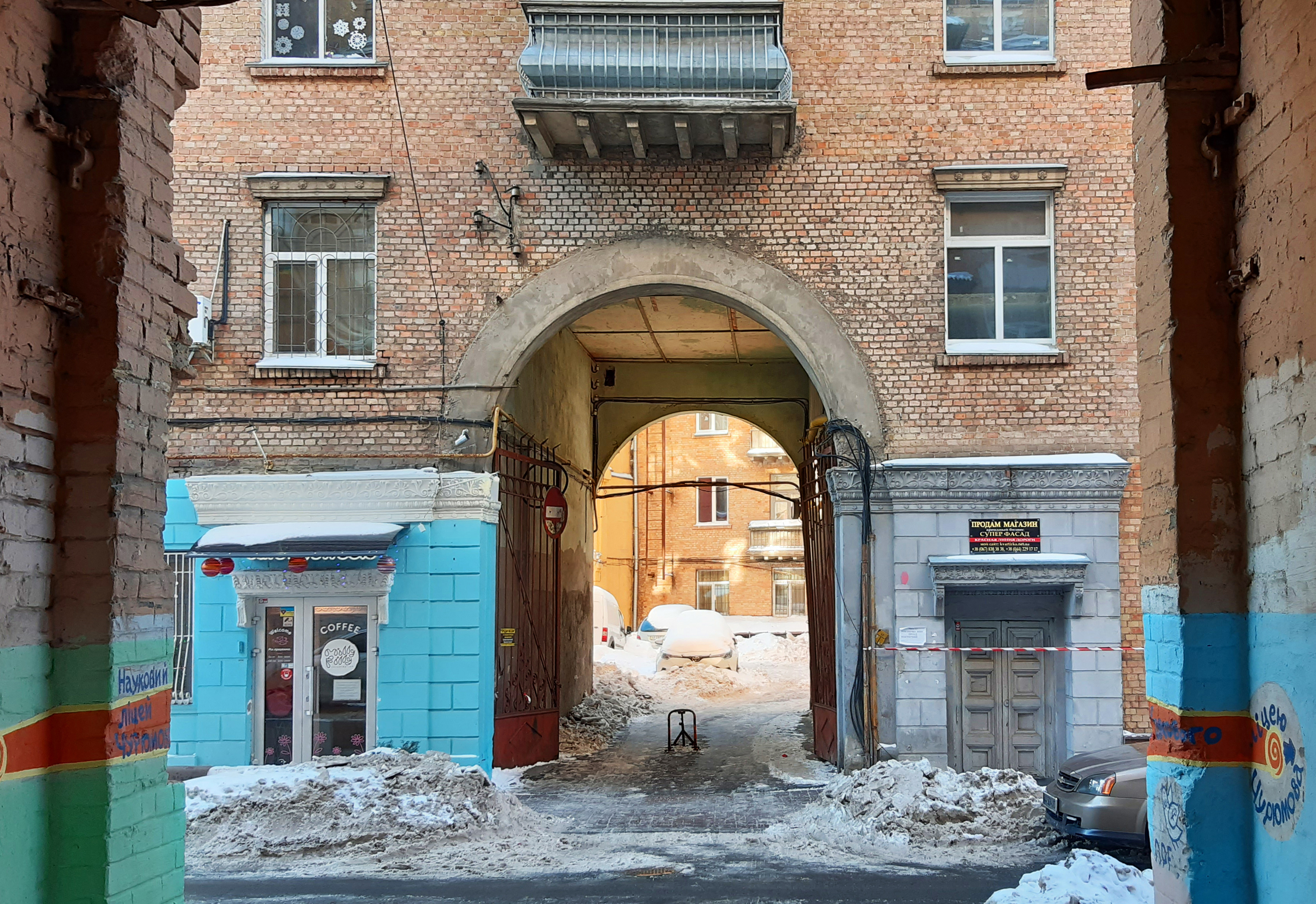
Арковий проїзд на подвір'я
Портал